# Список епископов и архиепископов Парижа
Архиепископ Парижский — один из 23-х архиепископов Франции.
Считается, что архиепархия Парижа была создана в III веке Дионисием Парижским, и, находясь в ведении архиепархии Санса, была возведена в ранг архиепископства 20 октября 1622 года.
В настоящее время кафедральным собором парижской архиепархии является Собор Парижской Богоматери.

## Епископы Парижские

### До 1000 года
- Дионисий Парижский (умер около 250 года)
- Марцелл (360—436), 9-й епископ Парижа (согласно энциклопедии Britannica)
- Евсевий (около 550 года)
- Герман Парижский (555—576)
- Керавн (умер в 614 году)
- Ландри (Ландерих) (650—661)
- Агильберт (666/668—679/690)
- Гуго Шампанский (720—730)
- Эсхенрад (775—795)
- Евкад
- Хильдуин
- Эней (858—870)
- Гозлен (884—886)
- Анскарих (около 890)
- Готье (до 941)
- Констанций (около 954?)
- Альберт Фландрский (950—977)
- Рено Вандомский (991—1017)
- Асцелин (1017—1020)
- Франкон (1020—1030)
- Гумберт де Вержи (1030—1060)

### С 1000 года по 1300 год
- Жоффруа (1061—1095)
- Гильом де Монфор (1095?-1101)
- Галон (Валон) (1104—1116)
- Гвиберт (1116—1123)
- Стефан Санлисский (около 1123—1141)
- Теобальд (около 1143—1159)
- Пётр Ломбардский (1159—1160)
- Морис де Сюлли (1160—1196)
- Эд де Сюлли (1196—1208)
- Пьер де Ла Шапель (Пётр Немурский) (1208—1219)
- Вильгельм Сеньеле, (Guillaume de Seignelay) (1220—1223); (ранее епископ Оксера)
- Бартелеми (1224—1227)
- Гийом Овернский (1228—1249)
- Готье де Шато-Тьерри (с июня по 23 сентября) (1249)
- Рено Миньон де Корбей (1250—1268)
- Этьен Тампье (1268—1279)
- Жан де Аллодио (1280—1280), (23 марта 1280 года)
- Рено де Омблиер (1280—1288)
- Аденольф из Ананьи (около 1289)
- Симон Матифор (Матифарди) (1290—1304)

### С 1300 года по 1500 год
- Гильом де Бофе (1304—1319)
- Этьен де Буре (1319—1325)
- Гуго Мишель (1325—1332)
- Гильом де Шанак (1332—1342) (умер в 1348 году)
- Фульк де Шанак (1342—1349)
- Одуэн-Обер (1349—1350)
- Пьер де Лафоре (1350—1352)
- Жан де Мелён (также епископ Нуайона) (1353—1363)
- Этьен де Пуасси (1362—1373)
- Эмери де Маньяк (1373—1384)
- Пьер д’Оржемон, переведён с кафедры епископа Теруана (1384—1409)
- Жерар де Монтегю (1409—1420), переведён с кафедры Пуатье (1409)
- Жан Куртекюисс (1420—1421)
- Жан де Ла Роштайе (1421—1422), переведён на Руанскую кафедру (1422)
- Жан IV Нантский, (1423—1426), переведён с кафедры Вьенна (1423)
- Жак дю Шателье (1427—1438)
- Дени дю Мулен (1439—1447)
- Гильом Шартье (1447—1472)[1]
- Луи де Бомон де ла Форе (1473—1492)
- Жерар Гобей (1492?-1492/1493?)
- Жан-Симон де Шампиньи (1492—1502)

### С 1500 года
- епископ Этьен де Поншер (1503—1519)
- епископ Франсуа де Поншер (1519—1532)
- кардинал Жан дю Белле (1532—1541)
- епископ Эсташ дю Белле (1551—1563)
- епископ Гильом Виоль (1564—1568)
- кардинал Пьер де Гонди (1573—1598)
- кардинал Анри де Гонди (1598—1622)

## Архиепископы Парижские
- Жан-Франсуа де Гонди (1622—1654)
- кардинал Жан Франсуа Поль де Гонди (1654—1662)
- Пьер де Марка (1662—1664)
- Ардуэн де Перефикс де Бомон (1664—1671)
- Франсуа Арле де Шанваллон (1671—1695)
- кардинал Луи Антуан де Ноай (1695—1729)
- Шарль Гаспар Гийом де Вентимиль дю Люк (1729—1746)
- Жак Бонн-Жиго де Бельфон (1746—1746)
- Кристоф де Бомон (1746—1781)
- Антуан-Элеонор-Леон Ле Клерк де Жюинье (1781—1802)
- Жан-Батист Гобель (1791—1793)
- Жан-Батист Руайе (1798—1801)
- кардинал Кардинал Жан-Батист де Белуа-Морангль (1802—1808)
- непризнанный кардинал Жан-Сифрен Мори (1810—1814)
- кардинал Александр Анжелик де Талейран-Перигор (1817—1821)
- Иасент-Луи де Келан (1821—1839)
- Дени Огюст Афр (1840—1848)
- Мари Доминик Огюст Сибур (1848—1857; убит ножом в церкви Сент-Этьен-дю-Мон)
- кардинал Франсуа-Никола-Мадлен Морло (1857—1862)
- Жорж Дарбуа (1863—1871)
- кардинал Жозеф-Ипполит Гибер (1871—1886)
- кардинал Франсуа-Мари-Бенжамен Ришар де ла Вернь (1886—1908)
- кардинал Леон-Адольф Аметт (1908—1920)
- кардинал Луи-Эрне Дюбуа (1920—1929)
- кардинал Жан Верьбе (1929—1940)
- кардинал Эммануэль-Селестен Сюар (1940—1949)
- кардинал Морис Фельтен (1949—1966);
- кардинал Пьер Вейо (1966—1968);
- кардинал Франсуа Марти (1968—1981);
- кардинал Жан-Мари Люстиже (1981—2005);
- кардинал Андре Вен-Труа (2005—2017);
- архиепископ Мишель Опети (2017 — 2022);
- архиепископ Лоран Ульриш (2022 — наше время).